# Mount Grand Magazin
Der Mount Grand Magazin ist ein Berg auf der karibischen Insel St. Lucia. Der Hügel liegt im Herzen von St. Lucia, zusammen mit dem Mount Belvidere im Grenzgebiet der Quarter Laborie, Choiseul, Soufrière und Vieux Fort.
Der Berg liegt administrativ im Gebiet von Laborie.